# منطقه تاریخی ویلیس–سلدن
منطقه تاریخی ویلیس-سلدن (به انگلیسی: Willis–Selden Historic District) یک منطقهٔ مسکونی در ایالات متحده آمریکا است که در میشیگان واقع شده‌است.